# Harmonie Club (Detroit)
El Harmonie Club es un club ubicado en 267 East Grand River Avenue en el Downtown de Detroit, Míchigan. Fue designado Sitio Histórico del Estado de Míchigan en 1975 y se incluyó en el Registro Nacional de Lugares Históricos en 1980.

## Historia

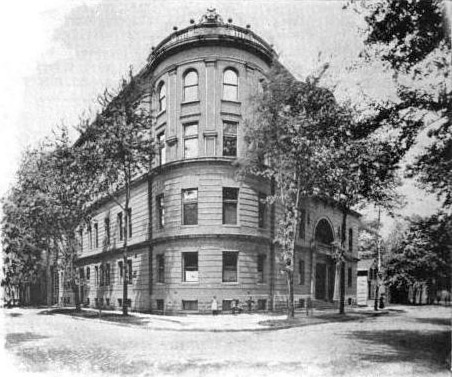
Harmonie Club en 1899

El plan de Augustus Woodward para las calles de Detroit creó bloques triangulares de formas extrañas, incluido Capitol Park en el oeste y Harmonie Park en el este. A partir de las décadas de 1830 y 1940, en esta zona de Detroit se instaló un número creciente de inmigrantes alemanes. 
En 1849, para preservar sus tradiciones étnicas, un grupo de alemanes de Detroit fundó un grupo de canto, el Gesang-Verein Harmonie. En 1874, el club estableció su sede en una casa de madera situada en la esquina de Lafayette y Beaubien. Esta estructura de madera del Harmonie Club se quemó en 1893, y el club organizó casi de inmediato un concurso, abierto a arquitectos alemanes, para diseñar un nuevo edificio. Richard Raseman (el arquitecto del Grand Army of the Republic Building) ganó el concurso y el edificio resultante se encuentra frente al Harmonie Park.

## Arquitectura
El Harmonie Club es un edificio de cuatro pisos con techo a cuatro aguas y sótano, construido con ladrillos de color beige y piedra. La esquina curva se adapta particularmente a la geometría del sitio. Los dos primeros pisos están adornados con mampostería y los dos pisos superiores cuentan con bandas adicionales y ventanas arqueadas en el piso superior. Las columnas corintias y un balcón con balaustradas sobre la entrada añaden un toque clásico. El interior del club presenta yeserías clásicas, paneles de roble oscuro y baldosas de Pewabic. El club también ofrecía buenos restaurantes, una taberna, salas de juego, bolera y salones.

## Uso actual
Con el tiempo, la membresía en el Harmonie Club disminuyó y el club se vendió en 1974. El edificio permaneció vacío hasta la década de 1990; en 2007, la ciudad de Detroit planeó un distrito cultural a su alrededor.
En 2024 fue sede del baile temático Bridgerton de Detroit, un evento que se volvió viral en las redes debido a su mala planificación y a su alto costo. En respuesta a esto, los propietarios del Harmonie Club declararon que "el histórico Harmonie Club es un lugar nuevo", que "no estaban afiliados de ninguna manera con los promotores y/o organizaciones que alquilan nuestro lugar", que en este caso era Uncle & Me LLC, y que "la planificación, programación y ejecución de los eventos reales están a cargo de los arrendatarios del lugar, los promotores y sus equipos".